# The Greatest Songs Ever Written (By Us!)
The Greatest Songs Ever Written (By Us!) è una compilation della band punk NOFX pubblicata nel 2004 sotto Epitaph Records.

## Tracce
Tutti i brani sono stati scritti da Fat Mike
1. Dinosaurs Will Die - 2:51
2. Linoleum - 2:06
3. Bob - 2:02
4. The Separation of Church & Skate - 2:50
5. Murder the Government - 0:45
6. Bleeding Heart Disease - 3:34
7. Bottles to the Ground - 2:24
8. 180 Degrees - 2:11
9. Party Enema - 1:20
10. What's the Matter With Kids Today - 1:14
11. Reeko - 2:59
12. Stickin in My Eye - 2:23
13. All Outta Angst - 1:52
14. Leave It Alone - 2:04
15. Green Corn - 1:45
16. The Longest Line - 2:05
17. Thank God Its Monday - 1:39
18. The Idiots are Taking Over - 3:22
19. Don't Call Me White - 2:33
20. Day to Daze - 1:59
21. Soul Doubt - 2:46
22. Philthy Phil Philanthropist - 3:10
23. Shut Up Already - 2:45
24. It's My Job to Keep Punk Rock Elite - 1:24
25. Franco Un-American - 2:27
26. Kill All the White Man - 2:49
27. Wore Out the Soles of My Party Boots - 2:05

## Formazione
- Fat Mike - voce e basso
- Eric Melvin - chitarra e voce
- El Hefe - chitarra, tromba e voce
- Erik Sandin - batteria